# Léon Xanrof
Léon Alfred Fourneau (9 de diciembre de 1867, en París – 17 de mayo de 1953, en París) fue un humorista, artista, dramaturgo y compositor francés. Originalmente se formó como abogado, inventó su seudónimo Xanrof por inversión de la latina fornax de su apellido francés fourneau ("horno"), antes de que finalmente legalmente cambiar su nombre a León Xanrof. Yvette Guilbert comenzó su carrera profesional cantando canciones de Xanrof en  el cabret de Rodolphe Salis, Le Chat Noir.

## Obras
Canciones
- À présent qu'on n'est plus conjunto, dittie, letra de Léon Xanrof, con música de E. Jaquinot.
- Rive gauche, chansons d''étudiants (1888)
- Chansons sans-gène (1890)
- Chansons parisinas, répertoire du Chat noir (1890-1891)
- Chansons à Madame (1891)
- Pochards et pochades, histoires du Quartier Latin (1891)
- Chansons à rire (1892)
- L'Anarchiste, letra y música de León Xanrof. P. Dupont, (1892).
- L'Amour et la vie, nouvelles (1894)
- Lettres ouvertes (1894)
- Bébé qui chante (1894)
- Chansons ironiques (1895)
- La Forme ! la fô.. ô.. orme !  (1897)
- Juju, recueil des nouvelles et de saynètes (1897)
- L'Oeil du voisin, recueil de contes (1897)
- De l'autel à l'hôtel (1902)
- Une et de la onu fuente trois (1903)
- C'est pour rire (1911)
- Le Mécanique de l'Esprit (1931)
- Chacun treize a la douzaine (1933)

Teatro
- 1888: Chez le peintre, farsa d atelier en 1 acto, con M. Bernac, en París, en  Théâtre d'Application, 8 de marzo de
- 1896: Ohé, l'amour !  revue en 2 cuadros, con Cellarius, de París, la Scala, de 18 de abril de
- 1897: Madame Putiphar, en tres actos de opereta, con Ernest Depré, música por Edmond Diet, en París, en el Théâtre de l'Athénée, 27 de febrero de
- 1901: Pour être aimée, en tres actos la comedia, con Michel Carré, en París, en el Théâtre de l'Athénée, 27 de febrero de
- 1903: El Príncipe Consorte, en tres actos la comedia, con Jules Presbiterio, el Théâtre de l'Athénée, 25 de noviembre, que fue utilizado para crear la película de 1929 Desfile d'amour (El Desfile del Amor).
- 1905: Hijo de la premier voyage, comedia en 1 acto y 2 de cuadros, en París, en Théâtre des Deux Máscaras, 5 de noviembre de
- 1906: En douceur, en un acto de la comedia, con Pierre Veber, en París, en Théâtre des Mathurins, 23 de octubre de
- 1908: un coup de foudre, en tres actos de vodevil, de París, en Théâtre des Folies-Dramatiques, 16 de abril de
- 1908: S. A. R. (son Altesse royale), en tres actos la comedia musical, con Jules Chancel, música de Ivan Caryll, en París, en el Théâtre des Bouffes-Parisiens, 11 de noviembre de
- 1910: Rève de valse, en tres actos de la opereta, la adaptación de Léon Xanrof y Jules Chancel, después de de et de, la música de Oscar Straus, en París, en Théâtre de l''Apollo
- 1911: Les Petites étoiles, en tres actos de opereta, con Pierre Veber, música de Henri Hirchmann, de París, el Teatro Apolo, de 23 de diciembre de

Cine
- 1911: La Fête de Marguerite, guion de Léon Xanrof, Pathé frères